# Aguanita
Aguanita ist ein kleines Dorf im Nordwesten Argentiniens. Es gehört zum Departamento Iruya in der Provinz Salta und liegt etwa 3 km südöstlich des Dorfes La Mesada.
Aguanita hat eine Grundschule mit zwei Klassenräumen, in denen etwa 75 Schüler unterrichtet werden.